# Monochamus subgranulipennis
Monochamus subgranulipennis är en skalbaggsart som beskrevs av Stefan von Breuning 1974. Monochamus subgranulipennis ingår i släktet Monochamus och familjen långhorningar. Inga underarter finns listade i Catalogue of Life.